# 宮川昭義
宮川 昭義（みやかわ あきよし、1970年2月27日 - ）は、日本の会計学者・経済学者・税法学者。拓殖大学商学部教授。税理士（東京税理士会所属）。北海道三笠市出身。専門は、国際会計論（米国会計論）、財政学（社会保障論）、国際税務論、法人課税論、ファイナンス。

## 来歴
- 1994年（平成6年） -法政大学社会学部応用経済学科卒業。
- 2000年（平成10年）-北海道大学大学院経済学研究科経済学専攻修士課程修了。修士（経済学）
- 2002年（平成12年）-北海道大学大学院経済学研究科経営情報専攻専攻修士課程修了。修士（経営学）
- 2005年（平成17年）-北海道大学大学院経済学研究科経営情報専攻博士課程修了。博士（経営学）
- 2006年（平成18年）-札幌大学経済学部経済学科専任講師。
- 2008年（平成20年）-札幌大学経済学部経済学科准教授。（-2015年3月）
- 2010年（平成22年）-University of North Carolina Charlotte, Belk College of Business[3], Adjunct Associate Professor。（-2011年8月）
- 2015年（平成23年）-札幌大学地域共創学群経済学専攻教授。（-2017年3月）
- 2017年（平成29年）-拓殖大学商学部会計学科教授。

## 関連人物
- 早川豊　北海道大学名誉教授、北海学園大学名誉教授（はやかわ ゆたか、1941年7月3日 - ）門下。
- 曾我信孝 元・駒澤大学経済学部 教授
- 米山祐司 元・北海道大学大学院経済学研究科 教授
- 吉田勝弘 元・旭川大学経済学部 教授
- 山口直也 青山学院大学会計プロフェッション研究科　教授
- 金山剛 元・札幌学院大学法学部 教授
- 久保淳司 北海道大学大学院経済学研究科 教授
- 春日部光紀 北海道大学大学院経済学研究科 准教授

## 担当科目
出典:
〔学部〕
- 国際会計論Ａ/B
- 財務諸表論Ⅰ/Ⅱ
- ゼミナール （3年）（4年）

〔修士課程〕
- 財務会計特論（米国財務会計基準）
- 財務会計特論（国際財務報告基準）
- 財務会計特論演習（1年次）（2年次）

〔博士後期課程〕
- 財務会計特殊研究（会計基準形成の論理）
- 財務会計特殊研究演習（1年次）（2年次）（3年次）